# نیلس آستر
نیلس آستر (انگلیسی: Nils Asther؛ ۱۷ ژانویهٔ ۱۸۹۷ – ۱۹ اکتبر ۱۹۸۱) هنرپیشه اهل کشور سوئد بود که از سال ۱۹۲۶ تا اواسط دههٔ ۵۰ میلادی در سینمای هالیوود بازی می‌کرد..
از فیلم‌هایی که وی در آن نقش داشته است می‌توان به سورل و پسر، نور شمع، کازاک و آرایش اشاره کرد.